# مجرة حلزونية

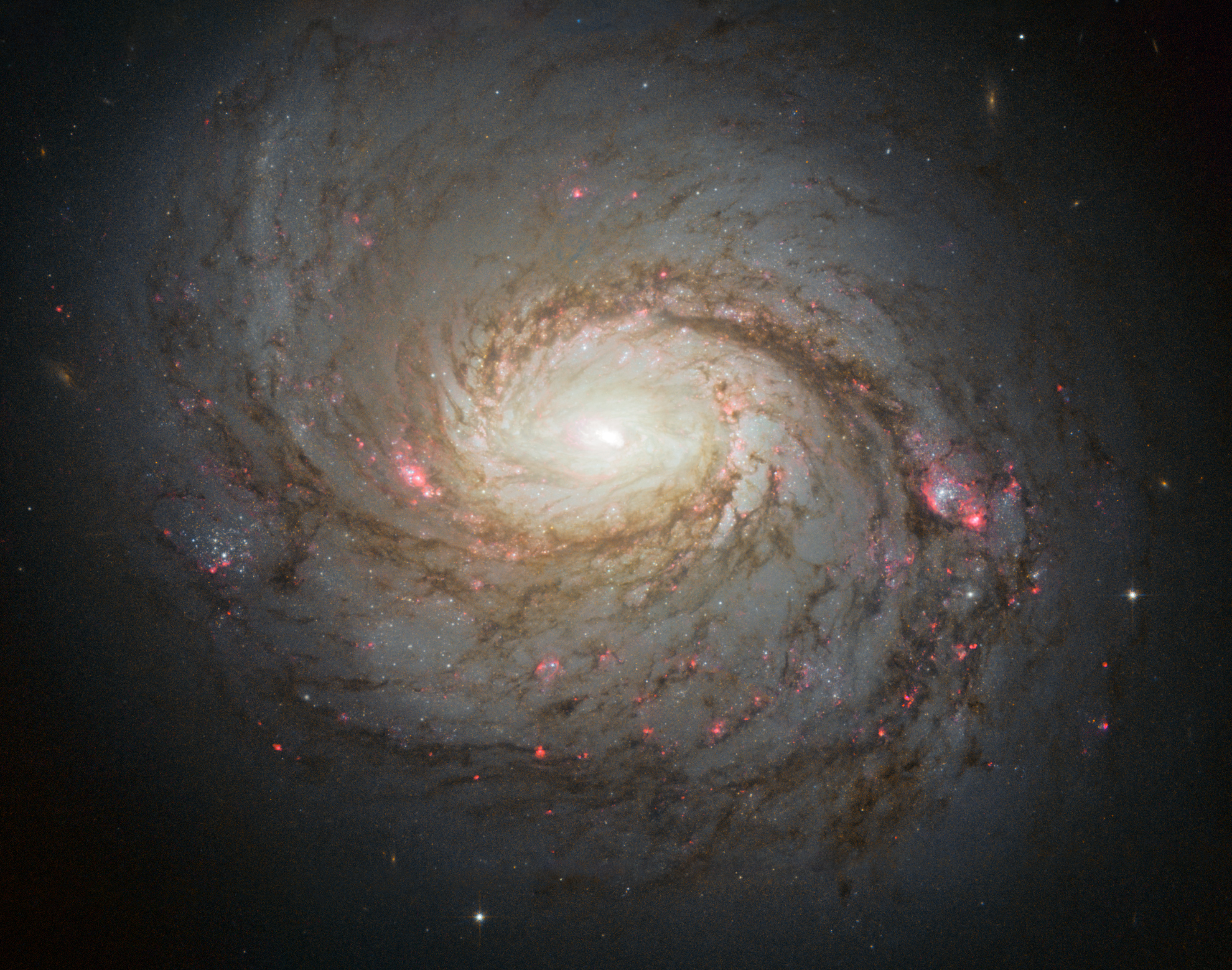
مثال على المجرة الحلزونية، ميسييه 77 (المعروفة أيضًا باسم NGC 1068)

المجرات الحلزونية هي فئة من المجرات وصفها إدوين هابل في كتابه عالم السدم عام 1936، وتشكل جزءًا من تسلسل هابل. تتكون معظم المجرات الحلزونية من قرص مسطح دوار يحتوي على نجوم وغاز وغبار، بالإضافة إلى تركيز مركزي من النجوم يُعرف باسم الانتفاخ. غالبًا ما تكون هذه النجوم محاطة بهالة من النجوم أكثر خفوتًا، ويتواجد العديد منها في مجموعات كروية.
تتم تسمية المجرات الحلزونية نسبة إلى بنيتها الحلزونية التي تمتد من المركز إلى القرص المجري. هذه الأذرع الحلزونية هي مناطق تكوين نجمي نشط وتظهر أكثر سطوعًا من القرص المحيط بها بسبب وجود نجوم OB شابة وساخنة.
لوحظ أن ما يقرب من ثلثي جميع الأشكال الحلزونية تحتوي على مكون إضافي على شكل هيكل يشبه الشريط، يمتد من الانتفاخ المركزي، وفي نهاياته تبدأ الأذرع الحلزونية. من المحتمل أن نسبة المجرات الحلزونية ذات الأشرطة مقارنة بالمجرات الحلزونية الخالية من الأشرطة قد تغيرت على مدار تاريخ الكون، فمنذ حوالي 8 مليارات سنة، كان حوالي 10% فقط من المجرات الحلزونية تحتوي على أشرطة، وقد زاد ذلك إلى الربع تقريبًا قبل 2.5 مليار سنة. أما اليوم، فأكثر من ثلثي المجرات الحلزونية في الكون المرئي (مجال هابل) تتميز بوجود أشرطة.
تصنف مجرة درب التبانة بأنها دوامة قضيبية، على الرغم من صعوبة ملاحظة الشريط نفسه من الموقع الحالي للأرض داخل قرص المجرة. الدليل الأكثر إقناعًا على أن النجوم تشكل شريطًا في مركز المجرة يأتي من العديد من الدراسات الاستقصائية الحديثة، بما في ذلك مقراب سبيتزر الفضائي.
تشكل المجرات الحلزونية إلى جانب المجرات غير المنتظمة حوالي 60% من المجرات الموجودة في الكون اليوم. وتوجد في الغالب في المناطق منخفضة الكثافة ونادرًا في مراكز مجموعات المجرات.

## صفاتها

### الأذرع الحلزونية
الأذرع الحلزونية في مجرة هي مناطق تكثر فيها النجوم اللامعة ، والذراع يمتد من مركز المجرة وحوصلتها سواء في المجرات الحلزونية أو المجرات الحلزونية الضلعية. تلك الأذرع الطويلة تماثل في شكلها شكل الحلزون ، وهذا ما يعطيها تسميتها. وتتميز تلك المجرات الحلزونية بأشكال عديدة تجعل الفلكيين يصنفونها بعدة أنواع: فعلى سبيل المثال
مجرات Sc وSBc تتميز بحلقات خفيفة بينما الأنواع Sa وSBa متكون أذرعتها كثيفة وملفوفة (مع مراعاة تصنيف هابل).
وفي كلتا الحالتين تحوي الأذرع الحلزونية نجوما كثيرة صغيرة السن شابة ( النجوم الزرقاء) التي تتميز بكتلة شديدة الكثافة ومعدل نشأة نجوم جديدة عالي مما يجعل تلك الاذرع شديدة الضياء.

## معرض صور

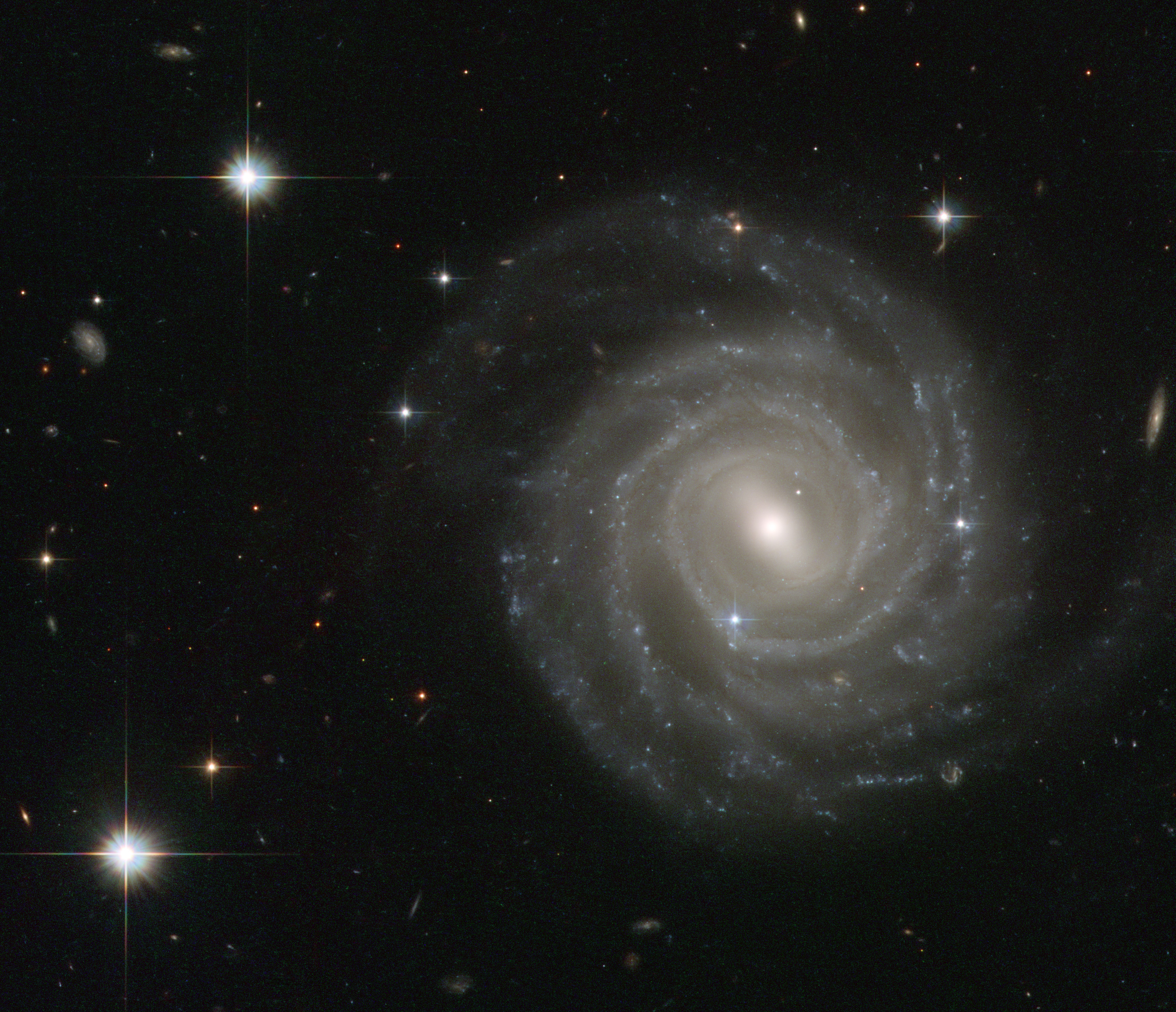
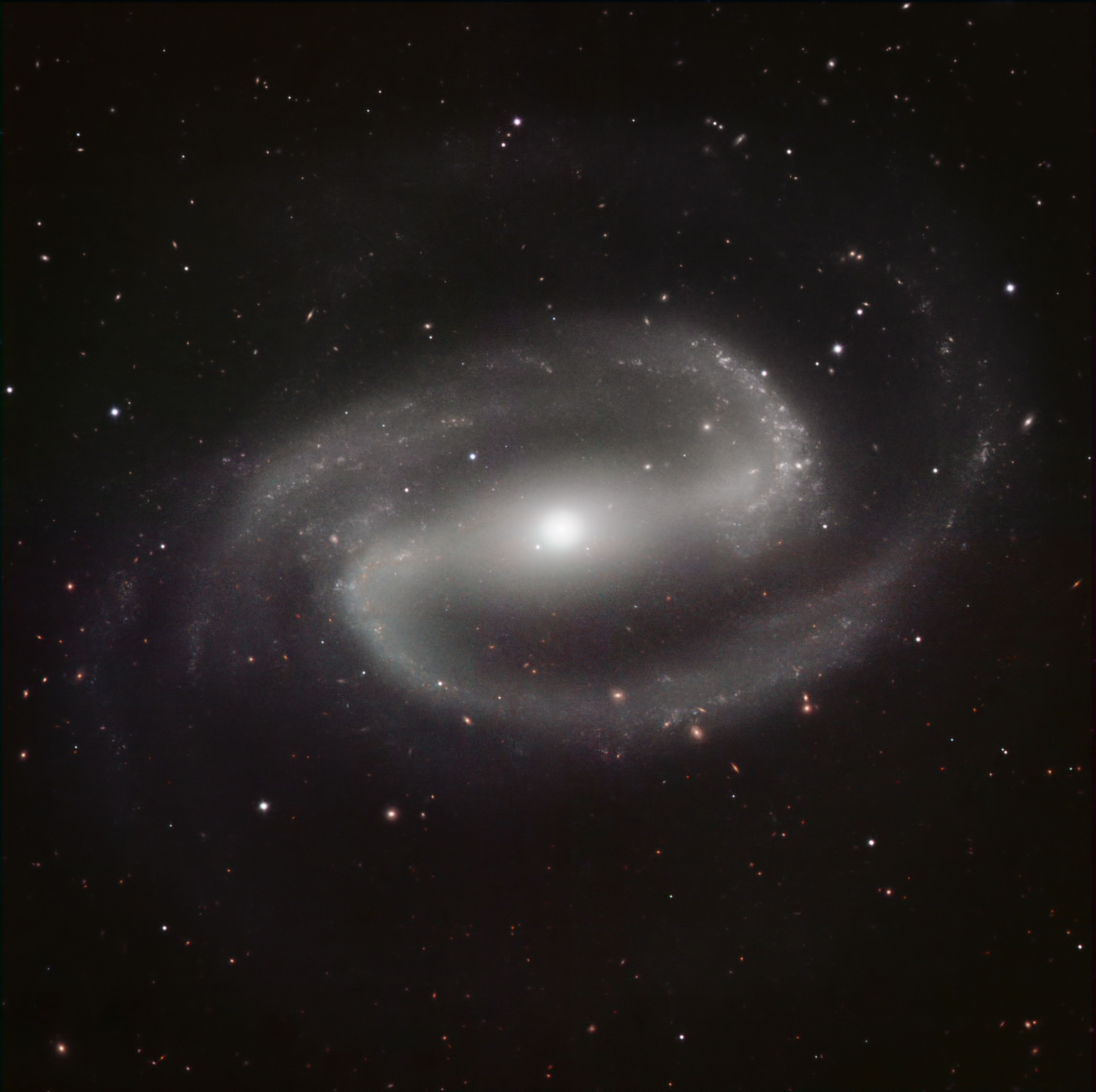
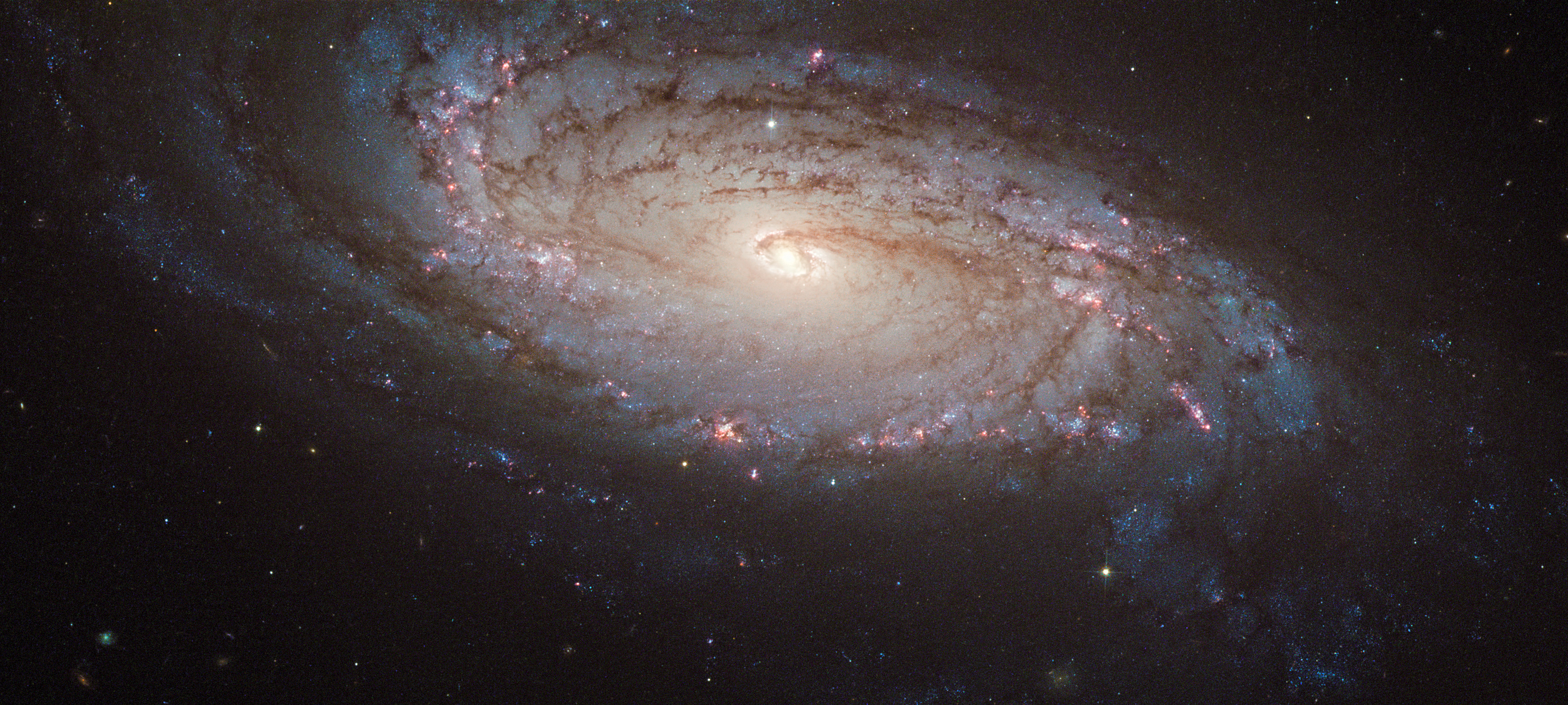

## وصلات خارجية
- موقع الكون في الإنترنت